# Keur Massar Nord
Keur Massar Nord est le chef-lieu et l'une des 6 communes d'arrondissement de département de Keur Massar (Sénégal). Située à l'entrée de la presqu'île du Cap-Vert, à l'est de Dakar.

## Géographie
La Commune d'arrondissement est située au Nord du département de Keur Massar dans l'arrondissement de Malika et est délimitée comme suit :
|               | Malika           |                       |
| Yeumbeul Nord | Keur Massar Nord | Tivaouane Peulh-Niaga |
|               | Keur Massar Sud  |                       |

## Histoire
La Commune est créée en mai 2021, par le décret 2021-688, portant scission de la commune de Keur Massar en deux communes de Keur Massar Nord et Keur Massar Sud.

## Quartiers
La commune est constituée des quartiers : Cité Gendarmerie, Boune, Darou Salam, Khaira, Medinatoul Manawara, Medinatoul Rassoul, Santa Yalla Boune, Tawfekh, Almadies Keur Massar, Arafat, Cité Gendarmerie 2 - PETROSEN, Cité Mimram CBAO, Diacksao 1, Diacksao 2, Dinguiraye, Fass, Firdawsi, Housna, Kawsara, Keur Massar Centre, Keur Yalla, Layène, Niaye Ndiorane, Peulga, Santa Yalla, Santhiaba, Toucouleur, Darou Missette, Parcelles Assainies (18 unités), Castor Sotrac Ouest, Daaray Kaamil, Darou Salam Extension, Montagne Daaradji, Sam Sam, Touba Montagne.

## Économie
La décharge de Mbeubeuss se trouve au nord de la commune à proximité de l'étang de Mbeubeuss, en limite des communes de Malika et Keur Massar Nord.